# Rozkladové těleso
V abstraktní algebře, podoboru matematiky, se rozkladovým tělesem polynomu s koeficienty z nějakého tělesa rozumí nejmenší nadtěleso tohoto tělesa, ve kterém lze onen polynom rozložit na součin polynomů stupně jedna. Rozkladová tělesa využívá mimo jiné Galoisova teorie pro zkoumání řešitelnosti polynomu algebraickou cestou. 

## Formální definice
Nechť je dáno těleso {\displaystyle T}, jeho nadtěleso {\displaystyle U} a mnohočlen {\displaystyle p(x)\in T[x]}. Pak {\displaystyle U} je rozkladové těleso mnohočlenu {\displaystyle p(x)}, pokud lze polynom {\displaystyle p} rozložit v {\displaystyle U}na lineární polynomy, tedy
{\displaystyle p(x)=\prod _{i=1}^{\deg(p)}(x-a_{i}),}
přičemž {\displaystyle a_{i}\in U}, a koeficienty {\displaystyle a_{i}} generují {\displaystyle U} nad {\displaystyle T}.

## Vlastnosti
Lze ukázat, že rozkladové těleso je jednoznačné až na izomorfismus.
Máme-li dáno algebraicky uzavřené těleso {\displaystyle V} obsahující {\displaystyle T}, pak existuje pro daný mnohočlen jednoznačně určené rozkladové těleso {\displaystyle U}, které je podtělesem {\displaystyle V}, a je generované právě kořeny {\displaystyle p}.

## Příklady
- Těleso komplexních čísel je rozkladové těleso polynomu {\displaystyle x^{2}+1} z tělesa reálných čísel.